# Pyrausta phaenicealis
Pyrausta phaenicealis là một loài bướm đêm trong họ Crambidae.